# Mitrailleuse légère Type 99
Pour les articles homonymes, voir Type 99.
En 1939, la mitrailleuse Type 99 fut présentée. Il s'agit d'une amélioration du Type 96, elle-même une amélioration du Type 11. Contrairement à ses prédécesseurs chambrés en 6,5 mm, la Type 99 est chambrée pour les mêmes cartouches de 7,7 mm que la carabine Type 99. Même si elle avait nombre de pièces communes avec le Type 96, son design était simplifié, résultant en une plus grande fiabilité. Ses états de service sont à peu près similaires à ceux du Type 96.
La Type 99 a été utilisée par les Japonais en Chine et dans les îles et atolls du Pacifique contre les Américains. Arme lourde, elle est très utilisée par les Japonais et par des commandos spéciaux. Une baïonnette ajustable est incluse pour les assauts.

## Production
Bien que censée devenir l'arme standard, elle ne fut jamais produite en quantités suffisantes. Les anciens modèles sont restés en service jusqu'à la fin de la Seconde Guerre mondiale.
Au total, elle aurait été fabriquée à quelque 100 000 exemplaires.

## Utilisation
Appréciée des soldats japonais, la mitrailleuse Type 99 avait une puissance de feu supérieure à la mitrailleuse Type 96 grâce à sa nouvelle munition.
Cependant, elle avait le même défaut que la précédente, les cartouches devaient être lubrifiées dans de l'huile pour en faciliter l'extraction, au risque, sinon, de voir l'arme s'enrayer. 
Des armes prises sur les Japonais armèrent la Birmanie, la Chine,  la  Corée du Nord,  la  Corée du Sud, la France, l'Indonésie, la Thaïlande et le Viêt Nam, à la suite des conflits expansionnistes de l'Empire japonais. Ainsi, cette arme connut les Guerre civile chinoise, Guerre de Corée, Guerre d'Indochine et  mais aussi le Conflit armé birman et la Révolution nationale indonésienne.